# Sven Neuhaus
Sven Neuhaus (* 4. April 1978 in Essen) ist ein ehemaliger deutscher Fußballtorwart.

## Karriere
Neuhaus begann seine Karriere 1983 bei Borussia Byfang und wechselte 1990 zu Schwarz-Weiß Essen und ging 1994 in die Jugendabteilung von Fortuna Düsseldorf. 2001 wechselte er zu dem Zweitligisten SpVgg Greuther Fürth.
Bei Fürth bestritt er in den folgenden fünf Jahren 56 Zweitligaspiele und war nur in der Saison 2003/04 Stammtorwart. 2006 wechselte er zum FC Augsburg, bei dem er bis zur Verpflichtung von Simon Jentzsch zur Saison 2009/10 erster Torwart war. Daraufhin einigte er sich mit dem Verein auf eine Vertragsauflösung und unterschrieb einen Zwei-Jahres-Vertrag mit Verlängerungsoption beim Oberligisten RB Leipzig. Der Vertrag, welcher bis zum 30. Juni 2011 datiert war, wurde seitens RB Leipzig nicht verlängert.
Am 25. August 2011 gab der Hamburger SV die Verpflichtung von Neuhaus bekannt. Neuhaus unterschrieb einen Ein-Jahres-Vertrag bis zum 30. Juni 2012. Er wurde als „Trainingstorwart“ verpflichtet, um das Torwart-Training um Jaroslav Drobný und Tom Mickel zu ergänzen. Gelegentlich erhielt er Einsätze in Testspielen und in der zweiten Mannschaft in der viertklassigen Regionalliga Nord. Nachdem sich Mickel Anfang der Rückrunde die Hand brach, nahm Neuhaus als Ersatztorwart auf der Bank platz. Am 21. April 2012, dem 32. Spieltag der Saison 2011/12, kam Neuhaus im Alter von 34 Jahren zu seinem Debüt in der Bundesliga, als er im Auswärtsspiel gegen den 1. FC Nürnberg (1:1) in der 23. Minute für den verletzten Jaroslav Drobný eingewechselt wurde. Am 22. Mai 2012 wurde sein zum Saisonende auslaufender Vertrag um ein Jahr bis zum 30. Juni 2013 verlängert. Gegen Ende der Saison 2012/13, in der Neuhaus zumeist das Tor der U-23 hütete und somit maßgeblichen Anteil am Klassenerhalt hatte, wurde sein Vertrag bis zum 30. Juni 2014 verlängert.
Zum Ende der Saison 2013/14 beendete er seine aktive Profikarriere.

## Soziales Engagement
Seit seinem Karriereende engagiert sich Neuhaus für die Stiftung Der Hamburger Weg. Er erfüllt repräsentative Aufgaben der Organisation in der Öffentlichkeit und ist Ansprechpartner für soziale Projekte und Fanclubs des HSV.